# Tita Gaehme
Tita Gaehme (* 17. Oktober 1949 in Rinteln) ist eine deutsche Theaterwissenschaftlerin und Historikerin, die als Verlegerin, Theaterdramaturgin und -regisseurin, Rundfunk- und Fernsehautorin sowie Herausgeberin und Autorin mehrerer Bücher tätig ist.

## Werdegang
Nach ihrem Abitur in Bückeburg 1968 studierte Tita Gaehme von 1968 bis 1974 Theaterwissenschaft, Literaturwissenschaft, Geschichte und Wirtschaftsgeschichte in Hamburg und Köln. Noch während ihres Studiums gründete sie den Verlag Gaehme & Henke in Köln, der u. a. die Reihen Kampf in den Betrieben sowie Produktion Ruhrkampf erschienen. Zusammen mit Rolf Henke, Eusebius Wirdeier, Dorothee Joachim und Jens Hagen entwickelte sie ab Herbst 1969 in Köln die erfolgreiche Underground-Zeitschrift Ana & Bela, die als „kölnisches Volksblatt“ ein Vorläufer der späteren alternativen Stadtzeitungen Kölner Volksblatt und StadtRevue wurde.
1975 gründete sie den Prometh-Verlag, den sie bis 1994 leitete und in dem u. a. Werke von Elfriede Jelinek, Günter Wallraff, Rosa von Praunheim sowie die Reihe Geschichte Unten herausgegeben wurden. In den Jahren 1989 bis 1993 war sie u. a. als künstlerische Direktorin und Leiterin der Dramaturgie am Schauspiel Bonn und bei den Wuppertaler Bühnen beschäftigt.
Seit 1993 produziert Tita Gaehme als Autorin und Regisseurin Features und Hörspiele für Fernsehen und Rundfunk, darunter den WDR, Deutschlandradio und andere öffentlich-rechtliche Sender. Seit 1996 war sie Mitglied des Filmförderungsausschusses der Filmstiftung NRW und Vorsitzende deren Jury in verschiedenen Förderbereichen, darunter 2009 in Nachwuchsförderung und im Jahr 2013 in Produktion III.

## Werke

### Als Buchautorin
- mit Volker Canaris, Jürgen Pullem: Theaterstadt Köln. Prometh-Verlag, Köln 1986, ISBN 3-922009-78-6.
- Dem Traum folgen. Das Leben der Schauspielerin Carola Neher und ihre Liebe zu Klabund. Dittrich Verlag, Köln 1996, ISBN 3-920862-11-2.
- Dem Traum folgen (Theaterstück, Uraufführung Bauturm-Theater Köln 1996), auch Regie, auch als Radiofeature, WDR 1997
- Ich spielte von morgens bis mitternacht. Die Schauspielerin Gisela Holzinger. 2000.
- (Mitautorin): 50 Jahre und kein bißchen leise. Geschichte und Geschichte(n); ein halbes Jahrhundert Theater Der Keller und Schule des Theaters 1955–2005; eine Dokumentation. Hrsg.: Meinhard Zanger. Köln 2005, ISBN 3-00-017528-8.
- Die Nazis und die Prostitution. Bordelle in Konzentrationslagern und an der Front. (Hörbuch). Ch. Links Verlag, Berlin 2017, ISBN 978-3-86153-950-6.

### Als Herausgeberin
- Aber eines Tages war das nicht mehr so. Polen 1980. Prometh-Verlag, Köln 1981, ISBN 3-922009-39-5.
- Handwerke und Handwerksleben. mit Fotos von Franziska Scherer. Prometh-Verlag, Köln, ISBN 978-3-922009-64-1.
- Rote Erde. Bergarbeiterleben 1870–1920. Film, Ausstellung, Wirklichkeit. Buch zur Ausstellung Rote Erde – Bilder u. Räume zum Bergarbeiterleben an d. Ruhr. Prometh-Verlag, Köln 1983, ISBN 3-922009-59-X.

### Als Hörspiel- und Featureautorin (Auswahl)
- Ein Leben für die Oper. O-Ton-Hörspiel, Deutschlandfunk 1994
- Ra A Nui – Langes Leben. Hörspiel, WDR 1998[7]
- Lilith im Tiefkühlfach – Ein HörTheaterStück (Hörspiel/Theaterstück, Volksbühne Berlin, Deutschlandradio Köln 2000)
- Frontbordelle Die Nazis und die Prostitution. Feature, Deutschlandfunk 2003[8]
- Die Chinesen waren da – Wie in Dortmund eine Kokerei verschwand. Deutschlandfunk 2005
- Der Preis der Unbestechlichkeit – Thomas Sankara, Freiheitsmythos in Afrika. Hörspiel, Deutschlandfunk, 2007[9]
- Down and up Das Risiko des Andersseins. Radiofeature, Deutschlandfunk 2010[10]
- Zur Freiheit verdammt. Die Paradoxe Freiheit des Vincent von Wroblewsky. Feature, Deutschlandfunk 2011[11]
- mit Roland Schäfer: Container-Deal. Betrug und Pleite. Deutschlandfunk 2019